# 松嶋ルリ
松嶋 ルリ（まつしま るり、1977年9月1日 - ）は、日本のAV女優。ロータスグループ所属。「松嶋るり」「松島ルリ」「松島るり」とも表記される。

## 略歴
2007年12月にAVデビュー。

## 出演作品

### アダルトDVD
2007年
- ようこそ催眠（アブナイ）世界へ 5 遅咲きのエロ革命 （12月31日、アテナ映像）…オムニバス作品 他出演:星野かすみ　※デビュー作

2008年
- 熟女のお漏らし 1 （3月7日、映天）…オムニバス作品 他出演:日野麻理子、刹那愛、坂本梨沙、内田理緒
- 地方在住妻の淫らな願望叶えます! （3月25日、大洋図書）…オムニバス作品 他出演:内田理緒
- 人妻大衆ソープ 10 ～中出し編～ （4月30日、フォーエバー）…オムニバス作品 他出演:水野優、松浦ユキ、くれは沙弥
- 三つ乳首 （5月15日、大洋図書）
- 熟女にセンズリ見せつけ鑑賞 3 （5月25日、ジャネス）…オムニバス作品 他出演:刹那愛、日野麻理子、大城真澄、椿美鈴
- 美熟女ディルド騎乗オナニー （6月6日、映天）…オムニバス作品 他出演:常盤あすか、刹那愛、林なお、高坂保奈美
- フェラコレ 熟女編 2 31人のフェラマダム （6月14日、隼エージェンシー）…オムニバス作品 他出演:松浦ゆき、村上涼子、望月ゆみ、篠原優衣、水川彩子、三浦百合子、赤塚みずほ、原美園、五島せり、有田典子、牧野遥、冬野みずき、藤咲飛鳥、間宮志乃、下北やよい、中村綾乃、艶堂しほり、丸山亜季、佐倉あつこ、明星ちかげ、上原リナ、城山みずき、押切あやの、水野優、間宮いずみ、北原夏美、山咲愛、天海ゆり、竹下あや、桃野美佐子
- 近親相姦 レズ姉妹 （6月25日、ドリームステージエンタテインメント）…共演:沙織
- 三十路妻 中出しドキュメント （6月25日、小林興業）…オムニバス作品 他出演:生田沙織
- ナース桃色診察室 3 （6月28日、LEO）…オムニバス作品 他出演:水野優、新川舞美、手塚ゆう美
- 美熟女さん 手コキでイキたい! 1 （7月4日、ケンシロウプロジェクト）…オムニバス作品 他出演:鮎川るい、大越はるか 他
- お受験ママによる名門幼●園裏口入学のススメ （7月5日、未来・フューチャー）…オムニバス作品
- オフィスレディ 美脚太ももイカセ （7月5日、フリーダム）…オムニバス作品 他出演:桐島樹莉、若槻尚美、佐野ともか
- スーパーマーケットの試食コーナーで夕食の買い物に来た長美形若妻に媚薬入りソーセージを食べさせてムラムラさせて挿す （7月17日、Hunter）…オムニバス作品 他出演:米倉茜、稲葉優香 他
- 実話家族 息子に犯される義母 （7月18日、アカデミック）
- 幼●園お受験ママ裏取引 6 （7月19日、ラハイナ東海）…オムニバス作品
- 美脚クラブ180 （7月19日、ミスター・インパクト）…オムニバス作品 他出演:亜紗美、夏川るい、東野愛鈴、松野ゆい、森野ひな、桃瀬れな、涼華りょう、花宮あみ、姫川りな、清原りょう、神楽ゆい 他
- 極上手コキ vol.4 （7月19日、ミスター・インパクト）…オムニバス作品 他出演:ほしのまき、麗花、辻本りょう、竹下あや、はるか悠、長谷川まり、綾瀬みゅう、七海りお、黒澤エレナ 他
- 若妻羞恥旅行 18 （7月25日、ジャネス）
- OLの臭いパンストを使って手コキされた。 （8月5日、フリーダム）…オムニバス作品 他出演:桐島樹莉、若槻尚美、佐野ともか
- 美脚レズビアン （8月5日、フリーダム）…オムニバス作品 共演:若槻尚美 他出演:桐島樹莉、佐野ともか
- 昼下がりの淫ら妻 28 （8月8日、クリスタル映像）…オムニバス作品 他出演:菊川れみ、長谷川千穂、水野優、水嶋怜
- 美熟女の視線にさらされながらせんずりさせられた僕 2 （8月8日、映天）…オムニバス作品 他出演:高坂保奈美、大友唯愛、水野優、若槻尚美、吉澤レイカ、佐野ともか、桐島樹莉
- お母さんと日常生活 2 ～着替え、日常風景。自慰、入浴、放尿編～ （8月8日、アフロフィルム）…オムニバス作品 他出演:梶原まゆ、廣野すみれ、望月ゆみ、星野菜実恵
- 奥さんに怒られオナニー （8月9日、ラハイナ東海）…オムニバス作品
- 人妻もみしだきオイルマッサージ盗撮 （8月16日、ラハイナ東海）…オムニバス作品
- TOKYO覗姦ファイル ♯01 （8月21日、シュガー・ワークス）…オムニバス作品 他出演:栗原凛、橘美沙
- 素人マダムズ [LEVEL A] 其の三十八 （8月22日、アリスJAPAN）…オムニバス作品 他出演:伊吹怜、佐藤美紀、松浦ユキ、若槻尚美
- 生まれて初めて風俗店に面接を申し込んだ人妻たち 第4章 （9月5日、映天）…オムニバス作品
- 接吻女王様とキス奴隷 （9月25日、ジャネス）…オムニバス作品 他出演:桜井あずさ、松浦ユキ、宮本静、渥美イオン、折田美香
- 美熟女のいやらしい手コキと接吻 （9月25日、ジャネス）…オムニバス作品 他出演:内田理緒、渥美イオン、南原香織、宮本静、押切麗奈、くれは沙弥
- 熟女の生パンティーの中でチ○コをこすってそのまま発射!!! （10月5日、ジャネス）…オムニバス作品
- 痴女熟女とM男寸止めガマンくらべ （10月5日、未来・フューチャー）…オムニバス作品
- フードクラッシュ （10月5日、フリーダム）…オムニバス作品　他出演:あすかりの、佐野ともか、七海、白井ひとみ、桐島樹莉、梅原あんな、若槻尚美
- 人妻ガチンコ顔出しナンパ 3　（10月11日、ラハイナ東海）…オムニバス作品
- 乱痴気宴会で人妻モデルが本気酔ッパ! （10月17日、VIP）…共演:若槻尚美、常盤あすか
- ポルチオエステサロン盗撮 （10月18日、ラハイナ東海）…オムニバス作品
- SEX WIFE -素人妻モデルズ8- （10月21日、h.m.p）…オムニバス作品 共演:五十川みどり 他出演:矢田真由美、美希
- おかあさんのおっぱいちゅうちゅう手こき 僕の妄想劇 Part.2 （10月25日、ラハイナ東海）…オムニバス作品 他出演:松浦ユキ、白坂百合、水崎みやび、須藤梨絵
- OL♥うきうきランチタイム （11月1日、鶴亀ドラゴンズ）…オムニバス作品 他出演:若槻尚美 他
- 催眠で解放された熟女の痴態! （11月5日、ジャネス）…オムニバス作品
- お母さんとの情事 3 ～手コキ、フェラ、SEX編～ （11月7日、映天）…オムニバス作品 他出演:神崎美樹、東条美菜、蓮見梨沙、藤咲飛鳥、仲田絵理、根元純
- 葬儀屋未亡人餌食強姦 File2 （11月22日、ラハイナ東海）…オムニバス作品
- ぐちょ濡れ熟女が通うクリトリス勃起クリニック （11月15日、ジャネス）…オムニバス作品
- ムッチリ水着で跨られて手コキで抜いてもらいました （11月22日、若松映像）…オムニバス作品 他出演:白鳥美鈴、艶堂しほり、桐島樹莉、松浦ユキ、帝塚真織、美輪房子、相原千恵子、川島朋子、桂あき、加島清美、豊田伸枝
- 若妻狙い 温泉旅館出張性感マッサージ 9 （11月22日、ラハイナ東海）…オムニバス作品
- 万引き主婦を餌食にするレズビアンGメンの濃厚取調室 （11月29日、ラハイナ東海）…オムニバス作品
- 淫乱熟女友の会 ～変態奥さんのそそる体と三十路四十路のあへあへ顔～ （12月12日、LEO）…オムニバス作品 他出演:北原麗子、高坂保奈美、綾女、織田ルイ、五十川みどり、一ノ瀬カレン
- 痴女・近親中出し ～私は息子を食う母親～ （12月18日、センタービレッジ）

2009年
- 女子アナオナニー映像高価買取ます （1月10日、ラハイナ東海）…オムニバス作品
- 人妻拷問緊縛 4 （1月15日、フォーエバー）…オムニバス作品
- 超人気!ヤリまくり無制限の乱交温泉バスツアーに美人団地妻×10名と一緒にイキませんか!? （1月22日、SODクリエイト）他出演: 天海ゆり、藤咲飛鳥、明星ちかげ、仁科祐紀
- ナンパ痴女妻 2 （2月20日、Nadeshiko）…オムニバス作品 他出演:坂本梨沙、常盤あすか、桧山すず、北沢ひとみ、中原綾香
- ママと僕 （2月20日、Primo）…オムニバス作品 他出演:内田理緒、真田ゆかり、新山亜希子、南原香織
- 隣の奥さんに中出ししちゃった ●学生のしょうちゃん! 2 （2月27日、Nadeshiko）
- フェラコレ 熟女編 9 （11月15日、隼エージェンシー）オムニバス作品 他出演:愛勇希、鮎川みさと、伊吹稟、夏川ひなり、外山琴美、岩淵香奈枝、橘いずみ、金森美奈、笹川成美、糸谷多絵、春川あや、初音かほ、小橋沙良、小野理菜、小林里穂、城内ヒカル、常盤あすか、神谷みさと、瀬戸珠美、星優乃、西岡まき、倉木さゆり、大隈恵令奈、大塚美雪、中森玲子、浅倉彩音、藤原絵理香、南ありさ、南つかさ、白川ゆり、八木寛子、桧山すず、平澤藤子、北沢ひとみ、堀田明美、野原もえ、柳田やよい、有沢実紗

### イメージDVD
- 感じる人妻 ～禁断妄想～ 日常編　（2008年7月29日、オルスタックピクチャーズ）
- 感じる人妻 ～夢想告白～ 非日常編　（2008年8月29日、オルスタックピクチャーズ）
- 感じる人妻　（2008年11月25日、オルスタックピクチャーズ）